# KDrive
kDrive ist eine Schweizer Lösung für die Speicherung von Daten sowie für die Bearbeitung und Freigabe von Dateien über Internet.
Der Dienst kann über einen Webbrowser, dessen Desktop-Anwendung oder dessen Mobile App genutzt werden. kDrive wird von der Infomaniak Network SA vollständig in der Schweiz entwickelt und gehostet und ständig weiterentwickelt.

## Geschichte
kDrive wurde im Dezember 2019 von Infomaniak mit ausgesuchten Kunden gestartet. Das Produkt erforderte drei Jahre Forschung und Investitionen von mehr als 8 Millionen Schweizer Franken. Die erste Phase erstreckte sich über zwölf Monate und umfasste die Mitarbeit von 20 Ingenieuren. Zeitgleich wurden Mobile Apps für iOS und Android lanciert, die auf dem Open-Source-Projekt von Nextcloud basierten.
Im Januar 2020 wurde kDrive allgemein freigegeben. Im April 2020 wurde der Dienst um neue Funktionen erweitert, darunter bearbeitbare öffentliche Links, erweiterte Freigabeverwaltung, Anzeige des kompletten Pfads freigegebener Elemente, Hinzufügung gemeinsamer Ordner für die Arbeit im Team sowie eine Kommentarfunktion für Dateien.
Eine weitere Funktion kam im Juli 2020 mit dem Briefkasten hinzu, über den sich Dateien an externe Benutzer versenden lassen.
Im Oktober 2020 wurde kDrive kompatibel mit My kSuite – einer entgeltlichen Option, die es möglich macht, kDrive mit eigenen Domainnamen, Farben, Hintergrundbildern und Logos individuell anzupassen.
Im März 2021 wurde LiteSync für Windows verfügbar. Diese Funktion ermöglicht die Synchronisierung auf Abruf.

## Speicherplatz
Die kostenlose Version, die mit einer ik.me-E-Mail-Adresse verbunden ist, ermöglicht die Speicherung von bis zu 15 GB an Daten. In der entgeltlichen Version steigt dieses Volumen auf 2000 GB (2 TB) und kann mit den Plänen „Team“ bzw. „Pro“ weiter erhöht werden. Für die Speicherung von Benutzerdateien greift Infomaniak auf seine eigene Infrastruktur zurück, um von Anfang bis Ende Sicherheit und Vertraulichkeit der Daten zu gewährleisten. Daten werden auf Servern verschlüsselt und in zwei Rechenzentren auf drei Trägern gespeichert.

## Technische Merkmale
kDrive ermöglicht die Synchronisation von Dateien zwischen verschiedenen Rechnern, Tablets und Smartphones. Möglich ist insbesondere die automatische Synchronisierung mit Google Drive, OneDrive, Dropbox, Owncloud und Nextcloud. Der Dienst unterstützt uneingeschränkt das WebDAV-Protokoll; ausserdem kann kDrive mit einem Synology NAS oder einer QNAP-Cloud synchronisiert werden. Über den Briefkasten und öffentliche Freigabelinks lassen sich Dateien auch für externe Benutzer freigeben.
Bei Integration von OnlyOffice ermöglicht kDrive ebenfalls, Word-, Excel- und PowerPoint-Dateien online zu bearbeiten.
Der Dokument- und Bildbetrachter (PDF, OpenDocument, JPEG usw.) ist über jeden Web-Browser oder über dessen Anwendung für Computer oder Mobilgerät zugänglich. Der Dienst ist darüber hinaus mit einer Option für automatische Synchronisierung, LiteSync, versehen.
Infomaniak hält sich an die Datenschutz-Grundverordnung (DSGVO), unterliegt nicht dem CLOUD Act und ist unabhängig von der US-Sicherheitsbehörde NSA oder der französischen Urheberrechtsbehörde Hadopi. Die Daten werden in der Schweiz gehostet, und es besteht das Ziel, eine unabhängige Cloud mit gesicherten Daten zu unterhalten (Verschlüsselung der Daten auf dem Server, End-to-End-Verschlüsselung von Verbindungen).

## Fussnoten
1. ↑  Website von Infomaniak
2. ↑  Presse Portal: kDrive: neue sichere, datenschutzkonforme Cloud für Privatnutzer und KMU
3. ↑  Toolinux: kDrive : ce qu’il faut savoir sur le cloud suisse d’Infomaniak
4. ↑  Le Temps: Avec Kdrive, Infomaniak parvient à concurrencer Google Drive
5. ↑  PCTipp: kDrive-App: Fotos und Dateien (automatisch) in die Schweizer Cloud hochladen
6. ↑  TooLinux: kDrive : ce qui change cette semaine pour les utilisateurs du nuage sécurisé
7. ↑  FAQ: kDrive: Protokoll der geplanten Änderungen und Entwicklungen
8. ↑  Website von My kSuite
9. ↑  IT Magazine: Infomaniak lanciert Schweizer Cloud-Speicherlösung Kdrive
10. ↑  Nau: Die Schweizer kollaborative Cloud – sicher und umweltfreundlich
11. ↑  OnlyOffice: ONLYOFFICE Workspace: greifen Sie auf in kDrive gespeicherte Dokumente zu, bearbeiten und geben Sie diese frei
12. ↑  PC Tipp: kDrive statt Dropbox
13. ↑  Webhosting-Anbieter: Infomaniak met à jour sa politique de confidentialité • Infomaniak